# Lorenzo Pucci
Lorenzo Pucci (Florencia, 18 de agosto de 1458 - Roma, 18 de septiembre de 1531) fue un prelado italiano.

## Biografía
Nacido en el seno de una antigua e influyente familia de banqueros florentinos aliada con los Médici, fue hijo de Antonio Pucci y de su primera esposa Maddalena Gini.  Por parte de padre era hermano de Roberto, que fue cardenal con Paulo III, y tío de Antonio, que lo fue con Clemente VII.  
Doctorado in utroque iure y profesor de derecho en la Universidad de Pisa, fue canónigo de la catedral de Florencia, abreviador, clérigo de la Cámara Apostólica y de la Dataría y obispo coadjutor de Pistoia en la época de Julio II, y secretario pontificio en la de León X, quien en el primer consistorio de su pontificado, celebrado en 1513, le creó cardenal de los Cuatro Santos Coronados. 
En tal condición participó en los cónclaves de 1521 y 1523 en que fueron elegidos papas Adriano VI y Clemente VII; se desempeñó como administrador, en distintos periodos, de las diócesis de Melfi-Rapolla, Vannes, Amalfi, Giovinnazzo, Montefiascone y Capaccio, fue protector de Polonia desde 1514, camarlengo del Colegio Cardenalicio en 1518, penitenciario mayor en 1520-29 y embajador de la Santa Sede en Florencia en varias ocasiones en el contexto de las guerras italianas. En junio de 1524 fue promovido a cardenal obispo de Albano, sede que al mes siguiente cambió por la de Palestrina.  
Muerto en Roma a los 73 años de edad, fue sepultado en la Archibasílica de San Juan de Letrán, de donde sus restos fueron posteriormente trasladados al coro de la iglesia de Santa Maria sopra Minerva, junto a la tumba de León X.